# Радлін (Свентокшиське воєводство)
Радлін (пол. Radlin) — село в Польщі, у гміні Ґурно Келецького повіту Свентокшиського воєводства.
Населення — 1560 осіб (2011).
У 1975-1998 роках село належало до Келецького воєводства.

## Демографія
Демографічна структура на день 31 березня 2011 року:
|          | Загалом | Допрацездатний вік | Працездатний вік | Постпрацездатний вік |
| -------- | ------- | ------------------ | ---------------- | -------------------- |
| Чоловіки | 757     | 145                | 557              | 55                   |
| Жінки    | 803     | 146                | 505              | 152                  |
| Разом    | 1560    | 291                | 1062             | 207                  |